# 維茲奧勒
維茲奧勒（丹麥語：Hvidovre），丹麥西蘭島上維茲奧勒市鎮内的城镇，并为该市镇的行政中心。